# Duitse Democratische Republiek op de Olympische Zomerspelen 1988
De Duitse Democratische Republiek (DDR) nam deel aan de Olympische Zomerspelen 1988 in Seoel, Zuid-Korea. Met onder andere 37 gouden medailles, tien minder dan tijdens hun vorige deelname, werd de tweede plaats in het medailleklassement behaald.

## Medaillewinnaars
De DDR eindigde op de 2e plaats in het medailleklassement, met 37 gouden, 35 zilveren en 30 bronzen medailles.
| Sport         | Olympiër | Discipline                    | Medaille |
| ------------- | --- | ----------------------------- | -------- |
| Atletiek      | Ulf Timmermann | kogelstoten (m)               | Goud     |
| Atletiek      | Jürgen Schult | discuswerpen (m)              | Goud     |
| Atletiek      | Christian Schenk | tienkamp (m)                  | Goud     |
| Atletiek      | Sigrun Wodars | 800m (v)                      | Goud     |
| Atletiek      | Martina Hellmann | discuswerpen (v)              | Goud     |
| Atletiek      | Petra Felke | speerwerpen (v)               | Goud     |
| Boksen        | Andreas Zülow | -60kg (m)                     | Goud     |
| Boksen        | Henry Maske | -75kg (m)                     | Goud     |
| Gewichtheffen | Joachim Kunz | -67,5kg (m)                   | Goud     |
| Gymnastiek    | Holger Behrendt | ringen (m)                    | Goud     |
| Kanovaren     | Olaf Heukrodt | C-1 500m (m)                  | Goud     |
| Kanovaren     | Birgit Fischer Anke Nothnagel                                                                                                   | K-2 500m (v)                  | Goud     |
| Kanovaren     | Heike Singer Birgit Fischer Anke Nothnagel Ramona Portwich                                                                      | K-4 500m (v)                  | Goud     |
| Roeien        | Thomas Lange | skiff (m)                     | Goud     |
| Roeien        | Roland Schröder Ralf Brudel Olaf Förster Thomas Greiner                                                                         | vier-zonder (m)               | Goud     |
| Roeien        | Hendrik Reiher Karsten Schmeling Bernd Eichwurzel Frank Klawonn Bernd Niesecke                                                  | vier-met (m)                  | Goud     |
| Roeien        | Jutta Behrendt | skiff (v)                     | Goud     |
| Roeien        | Birgit Peter Martina Schröter                                                                                                   | dubbel-twee (v)               | Goud     |
| Roeien        | Jana Sorgers Kerstin Förster Kristina Mundt Beate Schramm                                                                       | dubbel-vier (v)               | Goud     |
| Roeien        | Birte Siech Martina Walther Gerlinde Doberschütz Carola Hornig Sylvia Rose                                                      | vier-met (v)                  | Goud     |
| Roeien        | Ute Stange Ute Wild Judith Zeidler Daniela Neunast Beatrix Schröer Annegret Strauch Ramona Balthasar Kathrin Haacker Anja Kluge | acht (v)                      | Goud     |
| Schietsport   | Axel Wegner | skeet                         | Goud     |
| Wielersport   | Lutz Heßlich | sprint (m)                    | Goud     |
| Wielersport   | Olaf Ludwig | wegwedstrijd (m)              | Goud     |
| Wielersport   | Jan Schur Uwe Ampler Mario Kummer Maik Landsmann                                                                                | ploegentijdrit (m)            | Goud     |
| Zwemmen       | Uwe Dassler | 400m vrije slag (m)           | Goud     |
| Zwemmen       | Kristin Otto | 50m vrije slag (v)            | Goud     |
| Zwemmen       | Kristin Otto | 100m vrije slag (v)           | Goud     |
| Zwemmen       | Heike Friedrich | 200m vrije slag (v)           | Goud     |
| Zwemmen       | Kristin Otto | 100m rugslag (v)              | Goud     |
| Zwemmen       | Silke Hörner | 100m schoolslag (v)           | Goud     |
| Zwemmen       | Kristin Otto | 100m vlinderslag (v)          | Goud     |
| Zwemmen       | Kathleen Nord | 200m vlinderslag (v)          | Goud     |
| Zwemmen       | Daniela Hunger | 200m wisselslag (v)           | Goud     |
| Zwemmen       | Manuela Stellmach Daniela Hunger Katrin Meißner Kristin Otto                                                                    | 4x100m vrije slag (v)         | Goud     |
| Zwemmen       | Birte Weigang Silke Hörner Katrin Meißner Kristin Otto                                                                          | 4x100m wisselslag (v)         | Goud     |
| Zeilen        | Thomas Flach Bernd Jäkel Jochen Schümann                                                                                        | soling                        | Goud     |
| Atletiek      | Ulf Timmermann | 20km snelwandelen (m)         | Zilver   |
| Atletiek      | Ulf Timmermann | 50km snelwandelen (m)         | Zilver   |
| Atletiek      | Torsten Voss | tienkamp (m)                  | Zilver   |
| Atletiek      | Petra Müller | 400m (v)                      | Zilver   |
| Atletiek      | Christine Wachtel | 800m (v)                      | Zilver   |
| Atletiek      | Gloria Siebert | 100m horden (v)               | Zilver   |
| Atletiek      | Silke Möller Kerstin Behrendt Marlies Göhr Ingrid Lange                                                                         | 4x100m (v)                    | Zilver   |
| Atletiek      | Heike Drechsler | verspringen (v)               | Zilver   |
| Atletiek      | Kathrin Neimke | kogelstoten (v)               | Zilver   |
| Atletiek      | Diana Gansky | discuswerpen (v)              | Zilver   |
| Atletiek      | Sabine John | zevenkamp (v)                 | Zilver   |
| Boksen        | Andreas Tews | -52kg (m)                     | Zilver   |
| Gewichtheffen | Ingo Steinhöfel | -75kg (m)                     | Zilver   |
| Gymnastiek    | Sylvio Kroll | sprong (m)                    | Zilver   |
| Gymnastiek    | Ralf Büchner Holger Behrendt Ulf Hoffmann Sylvio Kroll Sven Tippelt Andreas Wecker                                              | meerkamp team (m)             | Zilver   |
| Gymnastiek    | Dagmar Kersten | brug (v)                      | Zilver   |
| Judo          | Sven Loll | -71kg (m)                     | Zilver   |
| Judo          | Henry Stöhr | +95kg (m)                     | Zilver   |
| Kanovaren     | Jörg Schmidt | C-1 1000m (m)                 | Zilver   |
| Kanovaren     | Olaf Heukrodt Ingo Spelly | C-2 1000m (m)                 | Zilver   |
| Kanovaren     | Andreas Stähle | K-1 500m (m)                  | Zilver   |
| Kanovaren     | Birgit Fischer | K-1 500m (v)                  | Zilver   |
| Roeien        | Mario Streit Detlef Kirchhoff René Rensch                                                                                       | twee-met (m)                  | Zilver   |
| Schermen      | Udo Wagner | floret (m)                    | Zilver   |
| Schietsport   | Ralf Schumann | 25m snelvuurpistool (m)       | Zilver   |
| Wielersport   | Carsten Wolf Steffen Blochwitz Roland Hennig Dirk Meier                                                                         | ploegenachtervolging (m)      | Zilver   |
| Wielersport   | Christa Luding-Rothenburger | sprint (v)                    | Zilver   |
| Zwemmen       | Frank Baltrusch | 200m rugslag (m)              | Zilver   |
| Zwemmen       | Patrick Kühl | 200m wisselslag (m)           | Zilver   |
| Zwemmen       | Steffen Zesner Uwe Dassler Thomas Flemming Sven Lodziewski                                                                      | 4x200m vrije slag (m)         | Zilver   |
| Zwemmen       | Heike Friedrich | 400m vrije slag (v)           | Zilver   |
| Zwemmen       | Astrid Strauss | 800m vrije slag (v)           | Zilver   |
| Zwemmen       | Katrin Zimmermann | 200m rugslag (v)              | Zilver   |
| Zwemmen       | Birte Weigang | 100m vlinderslag (v)          | Zilver   |
| Zwemmen       | Birte Weigang | 200m vlinderslag (v)          | Zilver   |
| Atletiek      | Jens-Peter Herold | 1500m (m)                     | Brons    |
| Atletiek      | Hansjörg Kunze | 5000m (m)                     | Brons    |
| Atletiek      | Hartwig Gauder | 50km snelwandelen (m)         | Brons    |
| Atletiek      | Heike Drechsler | 100m (v)                      | Brons    |
| Atletiek      | Heike Drechsler | 200m (v)                      | Brons    |
| Atletiek      | Ellen Fiedler | 400m horden (v)               | Brons    |
| Atletiek      | Dagmar Neubauer-Rübsam Sabine Busch Kirsten Emmelmann Petra Müller                                                              | 4x400m (v)                    | Brons    |
| Atletiek      | Kathrin Dörre | marathon (v)                  | Brons    |
| Atletiek      | Beate Koch | speerwerpen (v)               | Brons    |
| Atletiek      | Anke Behmer | zevenkamp (v)                 | Brons    |
| Gewichtheffen | Ronny Weller | +110kg (m)                    | Brons    |
| Gymnastiek    | Holger Behrendt | rekstok (m)                   | Brons    |
| Gymnastiek    | Sven Tippelt | brug (m)                      | Brons    |
| Gymnastiek    | Sven Tippelt | ringen (m)                    | Brons    |
| Gymnastiek    | Ulrike Klotz Bettina Schieferdecker Dörte Thümmler-Pawlak Gabriele Fähnrich Martina Jentsch Dagmar Kersten                      | meerkamp team (v)             | Brons    |
| Kanovaren     | André Wohllebe | K-1 1000m (m)                 | Brons    |
| Kanovaren     | André Wohllebe Hans-Jörg Bliesener Kay Bluhm Andreas Stähle                                                                     | K-4 1000m (m)                 | Brons    |
| Judo          | Torsten Bréchôt | -78kg (m)                     | Brons    |
| Roeien        | Steffen Zühlke Steffen Bogs Heiko Habermann Jens Köppen                                                                         | dubbel-vier (m)               | Brons    |
| Wielersport   | Bernd Dittert | individuele achtervolging (m) | Brons    |
| Worstelen     | Andreas Schröder | -130kg (m)                    | Brons    |
| Zwemmen       | Uwe Dassler | 1500m vrije slag (m)          | Brons    |
| Zwemmen       | Steffen Zesner Thomas Flemming Lars Hinneburg Dirk Richter                                                                      | 4x100m vrije slag (m)         | Brons    |
| Zwemmen       | Katrin Meißner | 50m vrije slag (v)            | Brons    |
| Zwemmen       | Manuela Stellmach | 200m vrije slag (v)           | Brons    |
| Zwemmen       | Anke Möhring | 400m vrije slag (v)           | Brons    |
| Zwemmen       | Cornelia Sirch | 100m rugslag (v)              | Brons    |
| Zwemmen       | Cornelia Sirch | 200m rugslag (v)              | Brons    |
| Zwemmen       | Silke Hörner | 100m schoolslag (v)           | Brons    |
| Zwemmen       | Daniela Hunger | 400m wisselslag (v)           | Brons    |

## Deelnemers en resultaten

### Atletiek
| Olympiër                                                           | Discipline             | Resultaat | Prestatie                                                                                               |
| ------------------------------------------------------------------ | ---------------------- | --------- | --- |
| Sven Matthes                                                       | 100m (m)               | 19e       | serie 5: 3de in 10,35 kwartfinale 3: 3de in 10,36                                                       |
| Jens Carlowitz                                                     | 400m (m)               | 11e       | serie 5: 2de in 45,64 kwartfinale 1: 2de in 45,09 halve finale 1: 6de in 45,08                          |
| Thomas Schönlebe                                                   | 400m (m)               | 9e        | serie 4: 2de in 47,07 kwartfinale 2: 3de in 45,09 halve finale 2: 5de in 44,90                          |
| Jens-Peter Herold                                                  | 1500m (m)              | Brons     | serie 4: 1ste in 3.40,87 halve finale 2: 5de in 3.38,59 finale: 3de in 3.36,21                          |
| Hansjörg Kunze                                                     | 5000m (m)              | Brons     | serie 3: 11de in 13.44,34 halve finale 1: 6de in 13.23,04 finale: 3de in 13.15,73                       |
| Hansjörg Kunze                                                     | 10000m (m)             | 6e        | serie 2: 3de in 28.22,09 finale: 6de in 27.39,35                                                        |
| Hagen Melzer                                                       | 3000m steeplechase (m) | 10e       | serie 3: 3de in 8.36,45 halve finale 1: 3de in 8.16,27 finale: 10de in 8.19,82                          |
| Jens Carlowitz Michael Schimmer Mathias Schersing Thomas Schönlebe | 4x400m (m)             | 4e        | serie 2: 4de in 3.08,13 halve finale 2: 1ste in 3.00,60 finale: 4de in 3.01,13                          |
| Jörg Peter                                                         | marathon (m)           | DNF       | niet gefinisht                                                                                          |
| Axel Noack                                                         | 20km snelwandelen (m)  | 8e        | 1:21.14                                                                                                 |
| Ronald Weigel                                                      | 20km snelwandelen (m)  | Zilver    | 1:20.00                                                                                                 |
| Hartwig Gauder                                                     | 50km snelwandelen (m)  | Brons     | 1:21.14                                                                                                 |
| Dietmar Meisch                                                     | 50km snelwandelen (m)  | 9e        | 1:20.00                                                                                                 |
| Ronald Weigel                                                      | 50km snelwandelen (m)  | Zilver    | 1:20.00                                                                                                 |
| Udo Beyer                                                          | kogelstoten (m)        | 4e        | kwalificatie groep B: 1ste met 20,97m finale: 4de met 21,40m                                            |
| Ulf Timmermann                                                     | kogelstoten (m)        | Goud      | kwalificatie groep A: 1ste met 21,27m finale: 1ste met 22,47m (OR)                                      |
| Jürgen Schult                                                      | discuswerpen (m)       | Goud      | kwalificatie groep B: 3de met 64,70m finale: 1ste met 68,82m (OR)                                       |
| Detlef Michel                                                      | speerwerpen (m)        | 17e       | kwalificatie groep B: 9de met 77,70m                                                                    |
| Silvio Warsönke                                                    | speerwerpen (m)        | 15e       | kwalificatie groep B: 7de met 78,22m                                                                    |
| Gerald Weiß                                                        | speerwerpen (m)        | 6e        | kwalificatie groep A: 6de met 80,22m finale: 6de met 81,30m                                             |
| Ralf Haber                                                         | kogelslingeren (m)     | 17e       | kwalificatie groep A: 3de met 78,16m finale: 4de met 80,44m                                             |
| Silvio Warsönke                                                    | kogelslingeren (m)     | 12e       | kwalificatie groep A: 4de met 78,12m finale: 12de met 72,36m                                            |
| Uwe Freimuth                                                       | tienkamp (m)           | 18e       | 7860 punten                                                                                             |
| Christian Schenk                                                   | tienkamp (m)           | Goud      | 8488 punten                                                                                             |
| Torsten Voss                                                       | tienkamp (m)           | Zilver    | 8399 punten                                                                                             |
|                                                                    |                        |           | |
| Heike Drechsler                                                    | 100m (v)               | Brons     | serie 6: 2de in 11,15 kwartfinale 1: 1ste in 10,96 halve finale 2: 2de in 20,91 finale: 3de in 10,85    |
| Marlies Göhr                                                       | 100m (v)               | 11e       | serie 2: 3de in 11,22 kwartfinale 2: 3de in 10,99 halve finale 1: 6de in 11,13                          |
| Silke Moller                                                       | 100m (v)               | 9e        | serie 4: 2de in 11,27 kwartfinale 3: 4de in 11,10 halve finale 1: 5de in 11,12                          |
| Heike Drechsler                                                    | 200m (v)               | Brons     | serie 1: 1ste in 22,93 kwartfinale 1: 3de in 22,38 halve finale 2: 2de in 22,27 finale: 3de in 21,95    |
| Katrin Krabbe                                                      | 200m (v)               | 10e       | serie 5: 2de in 23,12 kwartfinale 2: 4de in 22,67 halve finale 1: 6de in 22,59                          |
| Silke Moller                                                       | 200m (v)               | 5e        | serie 3: 2de in 23,07 kwartfinale 3: 3de in 22,86 halve finale 1: 3de in 22,15 finale: 5de in 22,09     |
| Kirsten Emmelmann                                                  | 400m (v)               | 12e       | serie 5: 4de in 54,02 kwartfinale 1: 2de in 51,02 halve finale 2: 5de in 50,39                          |
| Petra Müller                                                       | 400m (v)               | Zilver    | serie 3: 2de in 51,93 kwartfinale 3: 1ste in 51,45 halve finale 1: 2de in 49,50 finale: 2de in 49,45    |
| Dagmar Neubauer                                                    | 400m (v)               | 14e       | serie 2: 1ste in 52,51 kwartfinale 4: 3de in 51,48 halve finale 1: 8ste in 50,92                        |
| Christine Wachtel                                                  | 800m (v)               | Zilver    | serie 2: 1ste in 2.00,62 halve finale 2: 1ste in 1.58,44 finale: 2de in 1.56,64                         |
| Sigrun Wodars                                                      | 800m (v)               | Goud      | serie 3: 1ste in 2.02,24 halve finale 1: 1ste in 1.57,21 finale: 1ste in 1.56,10                        |
| Andrea Hahmann                                                     | 1500m (v)              | 6e        | serie 2: 3de in 4.03,65 finale: 6de in 4.00,96                                                          |
| Kathrin Ullrich                                                    | 10000m (v)             | 4e        | serie 1: 4de in 31.51,40 finale: 4de in 31.29,27                                                        |
| Kerstin Knabe                                                      | 100m horden (v)        | 9e        | serie 1: 2de in 13,13 kwartfinale 1: 3de in 12,81 halve finale 1: 5de in 12,93                          |
| Cornelia Oschkenat                                                 | 100m horden (v)        | 8e        | serie 4: 1ste in 12,72 kwartfinale 2: 1ste in 12,69 halve finale 2: 1ste in 12,63 finale: 8ste in 13,73 |
| Gloria Siebert                                                     | 100m horden (v)        | Zilver    | serie 2: 1ste in 12,65 kwartfinale 3: 1ste in 12,74 halve finale 1: 2de in 12,60 finale: 2de in 12,61   |
| Sabine Busch                                                       | 400m horden (v)        | 4e        | serie 2: 1ste in 55,96 halve finale 2: 4de in 54,71 finale: 4de in 53,69                                |
| Ellen Fiedler                                                      | 400m horden (v)        | Brons     | serie 3: 1ste in 54,58 (OR) halve finale 2: 1ste in 54,28 finale: 3de in 53,63                          |
| Susanne Losch                                                      | 400m horden (v)        | 11e       | serie 1: 1ste in 55,90 halve finale 1: 6de in 55,56                                                     |
| Silke Möller Kerstin Behrendt Ingrid Auerswald Marlies Goehr       | 4x100m (v)             | Zilver    | serie 2: 1ste in 42,92 halve finale 1: 2de in 42,23 finale: 2de in 42,09                                |
| Grit Breuer Dagmar Neubauer Kirsten Emmelmann Petra Müller         | 4x400m (v)             | Brons     | serie 1: 1ste in 3.27,37 finale: 3de in 3.18,29                                                         |
| Katrin Dörre                                                       | marathon (v)           | Brons     | 2:26.21                                                                                                 |
| Birgit Stephan                                                     | marathon (v)           | DNS       | niet gestart                                                                                            |
| Heike Drechsler                                                    | verspringen (v)        | Zilver    | kwalificatie groep A: 4de met 6,72m finale: 2de in 7,22m                                                |
| Sabine John                                                        | verspringen (v)        | 8e        | kwalificatie groep A: 2de met 6,81m finale: 8ste met 6,55m                                              |
| Heike Hartwig                                                      | kogelstoten (v)        | 6e        | kwalificatie groep A: 4de met 20,06m finale: 6de in 20,20m                                              |
| Ines Müller                                                        | kogelstoten (v)        | 4e        | kwalificatie groep B: 1ste met 19,79m finale: 4de met 20,37m                                            |
| Kathrin Neimke                                                     | kogelstoten (v)        | Zilver    | kwalificatie groep A: 3de met 20,18m finale: 2de met 21,07m                                             |
| Diana Gansky                                                       | discuswerpen (v)       | Zilver    | kwalificatie groep A: 2de met 65,40m finale: 2de in 71,88m                                              |
| Martina Hellmann                                                   | discuswerpen (v)       | Goud      | kwalificatie groep B: 1ste met 67,12m finale: 1ste met 72,30m                                           |
| Gabriele Reinsch                                                   | discuswerpen (v)       | 7e        | kwalificatie groep B: 2de met 66,88m finale: 7de met 67,26m                                             |
| Petra Felke                                                        | speerwerpen (v)        | Goud      | kwalificatie groep A: 1ste met 67,06m finale: 1ste met 74,68m                                           |
| Beate Koch                                                         | speerwerpen (v)        | Brons     | kwalificatie groep A: 2de met 66,86m finale: 3de met 67,30m                                             |
| Silke Renk                                                         | speerwerpen (v)        | 5e        | kwalificatie groep B: 2de met 63,64m finale: 5de met 66,38m                                             |
| Anke Behmer                                                        | zevenkamp (v)          | Brons     | 6858 punten                                                                                             |
| Sabine John                                                        | zevenkamp (v)          | Zilver    | 6897 punten                                                                                             |
| Ines Schulz                                                        | zevenkamp (v)          | 6e        | 6411 punten                                                                                             |

### Boksen
| Olympiër          | Discipline  | Resultaat | Prestatie |
| ----------------- | ----------- | --------- | --- |
| Andreas Tews      | -51kg (m)   | Zilver    | 1ste ronde: vrij 2de ronde: W van CHN Wang: 5-0 3de ronde: W van HUN Varadi: 5-0 kwartfinale: W van ALG Abed: 5-0 halve finale: W van MEX Gonzalez: 5-0 finale: V van KOR Kim: 1-4                         |
| René Breitbarth   | -54kg (m)   | 9e        | 1ste ronde: W van BOT Tshekiso: 5-0 2de ronde: W van TUR Turuk: 5-0 3de ronde: V van COL Rocha: 1-4 |
| Diego Drumm       | -57kg (m)   | 33e       | 1ste ronde: V van BUL Kirkorov: 0-5 |
| Andreas Zülow     | -60kg (m)   | Goud      | 1ste ronde: W van KEN Waweru: 5-0 2de ronde: W van ITA Campanella: 5-0 3de ronde: W van URS Tszyu: 3-2 kwartfinale: W van EGY Regazy: 5-0 halve finale: W van USA Ellis: 5-0 finale: W van SWE Cramne: 5-0 |
| Andreas Otto      | -63,5kg (m) | 17e       | 1ste ronde: vrij 2de ronde: V van CAN Grant: scheidsrechterlijke beslissing |
| Siegfried Mehnert | -67kg (m)   | 9e        | 1ste ronde: W van PUR Ortiz: 5-0 2de ronde: W van MAR Taouane: 5-0 3de ronde: V van KOR Song: 2-3 |
| Torsten Schmitz   | -71kg (m)   | 9e        | 1ste ronde: vrij 2de ronde: W van BUL Stoyanov: 3-2 3de ronde: V van KOR Park: 0-5 |
| Henry Maske       | -75kg (m)   | Goud      | 1ste ronde: vrij 2de ronde: W van MAW Palije: 5-0 3de ronde: W van LES Mojela: walk-over kwartfinale: W van ITA Mastrodonato: 5-0 halve finale: W van KEN Sande: 5-0 finale: W van CAN Marcus: 5-0         |
| René Suetovius    | -81kg (m)   | 17e       | 1ste ronde: V van FRG Bott: scheidsrechterlijke beslissing |
| Maik Heydeck      | -91kg (m)   | 5e        | 1ste ronde: vrij 2de ronde: W van ARG Diaz: 5-0 kwartfinale: V van KOR Baik: scheidsrechterlijke beslissing                                                                                                |
| Ulli Kaden        | -91kg (m)   | 5e        | 1ste ronde: vrij 2de ronde: W van YUG Salihu: 5-0 kwartfinale: V van CAN Lewis: scheidsrechterlijke beslissing                                                                                             |

### Gewichtheffen
| Olympiër         | Discipline  | Resultaat | Prestatie                                                   |
| ---------------- | ----------- | --------- | ----------------------------------------------------------- |
| Joachim Kunz     | -67,5kg (m) | Goud      | trekken: 2de met 150kg stoten: 1ste met 190kg totaal: 340kg |
| Ingo Steinhöfel  | -75kg (m)   | Zilver    | trekken: 2de met 165kg stoten: 3de met 195kg totaal: 360kg  |
| Michael Schubert | -110kg (m)  | 4e        | trekken: 2de met 190kg stoten: 3de met 235kg totaal: 425kg  |
| Ronny Weller     | -110kg (m)  | Brons     | trekken: 2de met 190kg stoten: 3de met 235kg totaal: 425kg  |

### Gymnastiek
| Olympiër                                                                                        | Discipline               | Resultaat | Prestatie                                                                                         |
| ----------------------------------------------------------------------------------------------- | ------------------------ | --------- | ------------------------------------------------------------------------------------------------- |
| Sylvio Kroll                                                                                    | brug (m)                 | 7e        | kwalificatie: 4de met 19,75 punten finale: 18de met 117,200 punten finale: 7de met 19,625 punten  |
| Sven Tippelt                                                                                    | brug (m)                 | Brons     | kwalificatie: 5de met 19,70 punten finale: 3de met 19,750 punten                                  |
| Sylvio Kroll                                                                                    | paard voltige (m)        | 8e        | kwalificatie: 7de met 19,75 punten finale: 18de met 117,200 punten finale: 8ste met 19,775 punten |
| Sven Tippelt                                                                                    | paard voltige (m)        | 7e        | kwalificatie: 9de met 19,70 punten finale: 7de met 19,800 punten                                  |
| Holger Behrendt                                                                                 | rekstok (m)              | Brons     | kwalificatie: 3de met 19,70 punten finale: 18de met 117,200 punten finale: 3de met 19,800 punten  |
| Andreas Wecker                                                                                  | rekstok (m)              | 8e        | kwalificatie: 4de met 19,70 punten finale: 8ste met 19,500 punten                                 |
| Holger Behrendt                                                                                 | ringen (m)               | Goud      | kwalificatie: 2de met 19,90 punten finale: 18de met 117,200 punten finale: 1ste met 19,925 punten |
| Sven Tippelt                                                                                    | ringen (m)               | Brons     | kwalificatie: 3de met 19,85 punten finale: 3de met 19,875 punten                                  |
| Holger Behrendt                                                                                 | sprong (m)               | 5e        | kwalificatie: 5de met 19,70 punten finale: 18de met 117,200 punten finale: 5de met 19,650 punten  |
| Sylvio Kroll                                                                                    | sprong (m)               | Zilver    | kwalificatie: 2de met 19,80 punten finale: 2de met 19,862 punten                                  |
| Ralf Bächner                                                                                    | meerkamp individueel (m) | 18e       | kwalificatie: 15de met 117,20 punten finale: 18de met 117,200 punten                              |
| Holger Behrendt                                                                                 | meerkamp individueel (m) | 19e       | kwalificatie: 19de met 116,95 punten                                                              |
| Ulf Hoffmann                                                                                    | meerkamp individueel (m) | 29e       | kwalificatie: 29ste met 116,40 punten                                                             |
| Sylvio Kroll                                                                                    | meerkamp individueel (m) | 10e       | kwalificatie: 5de met 117,85 punten finale: 10de met 117,625 punten                               |
| Sven Tippelt                                                                                    | meerkamp individueel (m) | 4e        | kwalificatie: 9de met 117,60 punten finale: 4de met 118,000 punten                                |
| Andreas Wecker                                                                                  | meerkamp individueel (m) | 30e       | kwalificatie: 30ste met 116,30 punten                                                             |
| Ralf Bächner Holger Behrendt Ulf Hoffmann Sylvio Kroll Sven Tippelt Andreas Wecker              | meerkamp team (m)        | Zilver    | 588,45 punten                                                                                     |
|                                                                                                 |                          |           |                                                                                                   |
| Ulrike Klotz                                                                                    | balk (v)                 | 8e        | kwalificatie: 11de met 19,600 punten finale: 8ste met 18,125 punten                               |
| Dagmar Kersten                                                                                  | sprong (v)               | Zilver    | kwalificatie: 2de met 19,975 punten finale: 2de met 19,987 punten                                 |
| Därte Thämmler                                                                                  | sprong (v)               | 4e        | kwalificatie: 4de met 19,900 punten finale: 4de met 19,900 punten                                 |
| Dagmar Kersten                                                                                  | sprong (v)               | 6e        | kwalificatie: 8ste met 19,750 punten finale: 6de met 19,756 punten                                |
| Därte Thämmler                                                                                  | vloer (v)                | 8e        | kwalificatie: 3de met 19,850 punten finale: 8ste met 19,525 punten                                |
| Gabi Fähnrich                                                                                   | meerkamp individueel (v) | 25e       | kwalificatie: 25ste met 77,625 punten                                                             |
| Martina Jentsch                                                                                 | meerkamp individueel (v) | 86e       | kwalificatie: 86ste met 38,250 punten                                                             |
| Dagmar Kersten                                                                                  | meerkamp individueel (v) | 8e        | kwalificatie: 8ste met 78,650 punten finale: 8ste met 78,775 punten                               |
| Ulrike Klotz                                                                                    | meerkamp individueel (v) | 11e       | kwalificatie: 16de met 78,275 punten finale: 11de met 78,487 punten                               |
| Bettina Schieferdecker                                                                          | meerkamp individueel (v) | 30e       | kwalificatie: 30ste met 77,450 punten                                                             |
| Därte Thämmler                                                                                  | meerkamp individueel (v) | 30e       | kwalificatie: 11de met 78,550 punten finale: 7de met 78,800 punten                                |
| Gabi Fähnrich Martina Jentsch Dagmar Kersten Ulrike Klotz Bettina Schieferdecker Därte Thämmler | meerkamp team (v)        | Brons     | 390,875 punten                                                                                    |

### Handbal
| Olympiër | Discipline | Resultaat | Prestatie |
| --- | ---------- | --------- | --- |
| Rüdiger Borchardt Jens Fiedler Mike Fuhrig Matthias Hahn Stephan Hauck Peter Hofmann Bernd Metzke Andreas Neitzel Peter Pysall Wieland Schmidt Holger Schneider Frank-Michael Wahl Holger Winselmann | mannen     | 7e        | groep B: 4de W van Japan: 25-18 V van Zuid-Korea: 22-23 W van Spanje: 21-20 W van Tsjecho-Slowakije: 24-21 V van Hongarije: 17-18 7-8ste plek: W van IJsland: 31-29 |

| Groep B |                   |             |             |             |             |            |            |            |        |
| #       | Land              | Wedstrijden | Wedstrijden | Wedstrijden | Wedstrijden | Doelpunten | Doelpunten | Doelpunten | Punten |
| #       | Land              | G           | W           | G           | V           | V          | T          | Saldo      | Punten |
| 1       | Zuid-Korea        | 5           | 4           | 0           | 1           | 127        | 117        | +10        | 8      |
| 2       | Hongarije         | 5           | 3           | 0           | 2           | 102        | 93         | +9         | 6      |
| 3       | Tsjecho-Slowakije | 5           | 3           | 0           | 2           | 109        | 103        | +6         | 6      |
| 4       | DDR               | 5           | 3           | 0           | 2           | 109        | 100        | +9         | 6      |
| 5       | Spanje            | 5           | 2           | 0           | 3           | 101        | 106        | -5         | 4      |
| 6       | Japan             | 5           | 0           | 0           | 5           | 97         | 126        | -29        | 0      |

| Ronde         | Datum | Plaats    | Land  | Score             | Land |
| ------------- | ----- | --------- | ----- | ----------------- | ---- |
| Groepsfase    |       |           |       |                   |      |
| 20 september  | Seoel | DDR       | 25-18 | Japan             |      |
| 22 september  | Seoel | DDR       | 22-23 | Zuid-Korea        |      |
| 24 september  | Seoel | DDR       | 21-20 | Spanje            |      |
| 26 september  | Seoel | DDR       | 24-21 | Tsjecho-Slowakije |      |
| 28 september  | Seoel | Hongarije | 18-17 | DDR               |      |
| 7-8ste plaats |       |           |       |                   |      |
| 30 september  | Seoel | IJsland   | 29-31 | DDR               |      |

### Judo
| Olympiër        | Discipline | Resultaat | Prestatie |
| --------------- | ---------- | --------- | --------- |
| Udo Quellmalz   | -65kg (m)  | 20e       |           |
| Sven Loll       | -71kg (m)  | Zilver    |           |
| Torsten Bréchôt | -78kg (m)  | Brons     |           |
| Henry Stöhr     | +95kg (m)  | Zilver    |           |

### Kanovaren
| Olympiër                                                    | Discipline    | Resultaat | Prestatie                                                                       |
| ----------------------------------------------------------- | ------------- | --------- | ------------------------------------------------------------------------------- |
| Olaf Heukrodt                                               | C-1 500m (m)  | Goud      | serie 1: 3de in 1.53,73 halve finale 1: 1ste in 1.55,50 finale: 1ste in 1.56,42 |
| Jörg Schmidt                                                | C-1 1000m (m) | Zilver    | serie 1: 1ste in 4.06,18 halve finale 1: 2de in 4.08,17 finale: 2de in 4.15,83  |
| Alexander Schuck Thomas Zereske                             | C-2 500m (m)  | 5e        | serie 3: 1ste in 1.42,67 halve finale 3: 1ste in 1.46,07 finale: 5de in 1.44,36 |
| Olaf Heukrodt Ingo Spelly                                   | C-2 1000m (m) | Zilver    | serie 3: 1ste in 3.40,82 halve finale 3: 1ste in 3.50,10 finale: 2de in 3.51,44 |
| Andreas Stähle                                              | K-1 500m (m)  | Zilver    | serie 2: 1ste in 1.44,26 halve finale 2: 3de in 1.45,51 finale: 2de in 1.46,38  |
| André Wohllebe                                              | K-1 1000m (m) | Brons     | serie 3: 2de in 3.42,07 halve finale 2: 1ste in 3.39,98 finale: 3de in 3.55,55  |
| Kay Bluhm André Wohllebe                                    | K-2 500m (m)  | 7e        | serie 1: 2de in 1.33,66 halve finale 2: 2de in 1.35,67 finale: 7de in 1.36,49   |
| Guido Behling Torsten Krentz                                | K-2 1000m (m) | 5e        | serie 3: 1ste in 3.24,45 halve finale 3: 2de in 3.27,19 finale: 5de in 3.35,44  |
| Kay Bluhm André Wohllebe Andreas Stähle Hans-Jörg Bliesener | K-4 1000m (m) | Brons     | serie 3: 1ste in 3.02,72 halve finale 3: 1ste in 3.06,80 finale: 3de in 3.02,37 |
|                                                             |               |           |                                                                                 |
| Birgit Schmidt                                              | K-1 500m (v)  | Zilver    | serie 2: 2de in 1.56,24 halve finale 1: 1ste in 1.55,94 finale: 2de in 1.55,31  |
| Birgit Schmidt Anke Nothnagel                               | K-2 500m (v)  | Goud      | serie 1: 2de in 1.45,53 halve finale 3: 1ste in 1.46,62 finale: 1ste in 1.43,46 |
| Birgit Schmidt Anke Nothnagel Ramona Portwich Heike Singer  | K-4 500m (v)  | Goud      | serie 1: 1ste in 1.36,84 finale: 1ste in 1.40,78                                |

### Roeien
| Olympiër | Discipline      | Resultaat | Prestatie |
| --- | --------------- | --------- | --- |
| Thomas Lange | skiff (m)       | Goud      | serie 1: 1ste in 7.03,25 halve finale 1: 1ste in 6.58,65 finale: 1ste in 6.49,86                             |
| Uwe Mund Uwe Heppner | dubbel-twee (m) | 5e        | serie 2: 2de in 6.13,72 herkansingen: 1ste in 6.40,67 halve finale 2: 1ste in 6.17,89 finale: 5de in 6.26,20 |
| Carl Ertel Uwe Gasch | twee-zonder (m) | 5e        | serie 2: 2de in 6.40,74 herkansingen: 1ste in 7.02,15 halve finale 2: 3de in 6.48,11 finale: 5de in 6.48,86  |
| Mario Streit Detlef Kirchhoff René Rensch                                                                                       | twee-met (m)    | Zilver    | serie 1: 1ste in 7.11,24 halve finale 1: 2de in 6.58,08 finale: 2de in 7.00,63                               |
| Steffen Zühlke Steffen Bogs Heiko Habermann Jens Köppen                                                                         | dubbel-vier (m) | Brons     | serie 1: 1ste in 5.48,70 halve finale 1: 2de in 5.50,48 finale: 3de in 5.56,13                               |
| Roland Schröder Ralf Brudel Olaf Förster Thomas Greiner                                                                         | vier-zonder (m) | Goud      | serie 1: 1ste in 6.05,65 halve finale 1: 1ste in 6.00,29 finale: 1ste in 6.03,11                             |
| Hendrik Reiher Karsten Schmeling Bernd Eichwurzel Frank Klawonn Bernd Niesecke                                                  | vier-met (m)    | Goud      | serie 1: 1ste in 6.00,75 halve finale 1: 1ste in 6.07,91 finale: 1ste in 6.10,74                             |
| |                 |           | |
| Jutta Behrendt | skiff (v)       | Goud      | serie 2: 1ste in 7.51,44 halve finale 1: 1ste in 7.37,69 finale: 1ste in 7.47,19                             |
| Birgit Peter Martina Schröter                                                                                                   | dubbel-twee (v) | Goud      | serie 2: 1ste in 7.25,95 finale: 1ste in 7.00,48                                                             |
| Katrin Schröder Kerstin Spittler                                                                                                | twee-zonder (v) | 4e        | serie 1: 1ste in 7.59,10 finale: 4de in 7.40,47                                                              |
| Jana Sorgers Kerstin Förster Kristina Mundt Beate Schramm                                                                       | dubbel-vier (v) | Goud      | serie 2: 1ste in 6.31,40 finale: 1ste in 6.21,06                                                             |
| Birte Siech Martina Walther Gerlinde Doberschütz Carola Hornig Sylvia Rose                                                      | vier-met (v)    | Goud      | serie 1: 1ste in 7.11,01 finale: 1ste in 6.56,00                                                             |
| Ute Stange Ute Wild Judith Zeidler Daniela Neunast Beatrix Schröer Annegret Strauch Ramona Balthasar Kathrin Haacker Anja Kluge | acht (v)        | Goud      | serie 1: 2de in 6.16,29 herkansingen: 1ste finale: 1ste in 6.15,17                                           |

### Schermen
| Olympiër                                                       | Discipline      | Resultaat | Prestatie |
| -------------------------------------------------------------- | --------------- | --------- | --- |
| Torsten Kühnemund                                              | degen (m)       | 5e        | 1ste ronde groep 14: 1ste met 3 overwinningen kwartfinale 1: 1ste met 4 overwinningen halve finale 2: 1ste met 5 overwinningen |
| Uwe Proske                                                     | degen (m)       | 34e       | 1ste ronde groep 12: 2de met 2 overwinningen kwartfinale 9: 4de met 2 overwinningen halve finale 3: 5de met 2 overwinningen    |
| Aris Enkelmann                                                 | floret (m)      | 11e       | 1ste ronde groep 2: 4de met 1 overwinning kwartfinale 4: 4de met 2 overwinningen halve finale 1: 1ste met 4 overwinningen      |
| Jens Howe                                                      | floret (m)      | 7e        | 1ste ronde groep 5: 2de met 4 overwinningen kwartfinale 1: 3de met 3 overwinningen halve finale 4: 4de met 2 overwinningen     |
| Udo Wagner                                                     | floret (m)      | Zilver    | 1ste ronde groep 10: 4de met 2 overwinningen kwartfinale 8: 4de met 2 overwinningen halve finale 3: 2de met 2 overwinningen    |
| Aris Enkelmann Adrian Germanus Jens Gusek Jens Howe Udo Wagner | floret team (m) | 4e        | 1ste ronde groep 1: 1ste met 3 overwinningen                                                                                   |

### Schietsport
| Olympiër          | Discipline                 | Resultaat | Prestatie                                                                                      |
| ----------------- | -------------------------- | --------- | ---------------------------------------------------------------------------------------------- |
| Olaf Hess         | 10m luchtgeweer (m)        | DNS       | kwalificatie: niet gestart                                                                     |
| Andreas Wolfram   | 10m luchtgeweer (m)        | 8e        | kwalificatie: 6de met 591 punten finale: 8ste met 689,8 punten                                 |
| Olaf Hess         | 50m geweer 3 houdingen (m) | 18e       | kwalificatie: 18de met 1166 punten (395-378-393)                                               |
| Andreas Wolfram   | 50m geweer 3 houdingen (m) | 10e       | kwalificatie: 10de met 1172 punten (396-385-391)                                               |
| Olaf Hess         | 50m geweer liggend (m)     | 15e       | kwalificatie: 15de met 595 punten                                                              |
| Andreas Wolfram   | 50m geweer liggend (m)     | 15e       | kwalificatie: 15de met 595 punten                                                              |
| Gernot Eder       | 50m pistool (m)            | 5e        | kwalificatie: 8ste met 561 punten finale: 5de met 654 punten                                   |
| Uwe Potteck       | 50m pistool (m)            | 9e        | kwalificatie: 9de met 559 punten                                                               |
| Roland Müller     | 25m snelvuurpistool (m)    | 19e       | kwalificatie: 18de met 588 punten (294-294)                                                    |
| Ralf Schumann     | 25m snelvuurpistool (m)    | Zilver    | kwalificatie: 3de met 597 punten (298-299) finale: 2de met 696 punten                          |
| Gernot Eder       | 10m luchtpistool (m)       | 9e        | kwalificatie: 9de met 581 punten                                                               |
| Jens Potteck      | 10m luchtpistool (m)       | 10e       | kwalificatie: 10de met 580 punten                                                              |
| Mike Herrmann     | 50m bewegend doel (m)      | 5e        | kwalificatie: 15de met 582 punten (295-287)                                                    |
| Thomas Pfeffer    | 50m bewegend doel (m)      | 9e        | kwalificatie: 7de met 587 punten (298-289)                                                     |
|                   |                            |           |                                                                                                |
| Katja Klepp       | 10m luchtgeweer (v)        | 37e       | kwalificatie: 37ste met 381 punten                                                             |
| Katja Klepp       | 50m geweer 3 houdingen (v) | 4e        | kwalificatie: 4de met 584 punten (199-187-198) finale: 4de met 680,5 punten                    |
| Anke Völker       | 25m pistool (v)            | 24e       | kwalificatie: 24ste met 578 punten (284-294)                                                   |
| Anke Völker       | 10m luchtpistool (v)       | 5e        | kwalificatie: 5de met 583 punten finale:5de met 479,3 punten                                   |
|                   |                            |           |                                                                                                |
| Bernhard Hochwald | skeet                      | 11e       | kwalificatie: 15de met 147 punten halve finale: 11de met 196 punten                            |
| Jürgen Raabe      | skeet                      | 6e        | kwalificatie: 19de met 146 punten halve finale: 5de met 196 punten finale: 6de met 219 punten  |
| Axel Wegner       | skeet                      | Goud      | kwalificatie: 6de met 148 punten halve finale: 1ste met 198 punten finale: 1ste met 222 punten |
| Jörg Damme        | trap                       | 15e       | kwalificatie: 21ste met 143 punten halve finale: 15de met 191 punten                           |

### Schoonspringen
| Olympiër      | Discipline    | Resultaat | Prestatie                                                       |
| ------------- | ------------- | --------- | --------------------------------------------------------------- |
| Steffen Haage | 10m toren (m) | 7e        | voorronde: 8ste met 529,68 punten finale: 7de met 541,02 punten |
| Jan Hempel    | 10m toren (m) | 5e        | voorronde: 5de met 583,77 punten finale: 5de met 558,03 punten  |
|               |               |           |                                                                 |
| Brita Baldus  | 3m plank (v)  | 7e        | voorronde: 6de met 464,01 punten finale: 7de met 479,19 punten  |
| Silke Abicht  | 10m toren (v) | 8e        | voorronde: 7de met 393,99 punten finale: 8ste met 350,61 punten |

### Volleybal
| Olympiër | Discipline | Resultaat | Prestatie |
| --- | ---------- | --------- | --- |
| Steffi Schmidt Susanne Lahme Monika Beu Ariane Radfan Kathrin Langschwager Maike Arlt Brit Wiedemann Ute Steppin Grit Jensen Dörte Stüdemann Heike Jensen Ute Langenau | zaal (v)   | 5e        | groep A: V van Zuid-Korea: 1-3 (6-15, 16-14, 10-15, 7-15) W van Japan: 3-2 (11-15, 16-14, 4-15, 15-2, 15-7) V van Sovjet-Unie: 0-3 (16-18, 7-15, 4-15) 5-8ste plek: V van Verenigde Staten: 3-1 (15-13, 15-11, 10-15, 15-8) 5-6de plek: W van Brazilië: 3-1 (15-9, 15-4, 11-15, 15-11) |

| 'Groep A |             |             |             |             |             |             |             |        |        |        |        |
| #        | Land        | Wedstrijden | Wedstrijden | Wedstrijden | Wedstrijden | Wedstrijden | Wedstrijden | Punten | Punten | Punten | Punten |
| #        | Land        | G           | W           | V           | SW          | SV          | SR          | SPW    | SPL    | Saldo  | Punten |
| 1        | Sovjet-Unie | 3           | 2           | 1           | 8           | 3           | +5          | 154    | 114    | +40    | 5      |
| 2        | Japan       | 3           | 2           | 1           | 8           | 6           | +2          | 173    | 159    | +14    | 5      |
| 3        | Zuid-Korea  | 3           | 1           | 2           | 4           | 7           | -3          | 116    | 137    | -21    | 4      |
| 4        | DDR         | 3           | 1           | 2           | 4           | 8           | -4          | 127    | 160    | -33    | 4      |

| Ronde        | Datum | Plaats   | Land | Score            | Land |
| ------------ | ----- | -------- | ---- | ---------------- | ---- |
| Groepsfase   |       |          |      |                  |      |
| 20 september | Seoel | DDR      | 1-3  | Zuid-Korea       |      |
| 23 september | Seoel | DDR      | 3-2  | Japan            |      |
| 20 september | Seoel | DDR      | 3-0  | Verenigde Staten |      |
| 5-8ste plek  |       |          |      |                  |      |
| 27 september | Seoel | DDR      | 3-0  | Verenigde Staten |      |
| 5-6de plek   |       |          |      |                  |      |
| 29 september | Seoel | Brazilië | 1-3  | DDR              |      |

### Wielersport
| Olympiër                                                             | Discipline                    | Resultaat | Prestatie |
| Baan                                                                 | Baan                          | Baan      | Baan |
| -------------------------------------------------------------------- | ----------------------------- | --------- | --- |
| Lutz Heßlich                                                         | sprint (m)                    | Goud      | kwalificatie: 1ste in 10,395 1ste ronde: 1ste in 11,25 2de ronde: 1ste in 11,04 kwartfinale: W van FRG Weber: 2-0 halve finale: W van AUS Neiwand: 2-0 finale: W van Sovjet-Unie Kovsj: 2-0  |
| Maic Malchow                                                         | tijdrit (m)                   | 6e        | 1.05,393 |
| Olaf Ludwig                                                          | puntenkoers (m)               | 14e       | 1ste ronde: 7de met 21 punten (op 1 ronde) finale: 14de met 19 punten (op 3 ronden) |
| Bernd Dittert                                                        | individuele achtervolging (m) | Brons     | kwalificatie: 1ste in 4.34,45 1ste ronde: W van NED Cent: 4.36,01 kwartfinale: W van DEN Clausen: 4.33,70 halve finale: V van AUS Woods: 4.39,06 bronzen finale: W van GBR Sturgess: 4.34,17 |
| Steffen Blochwitz Roland Hennig Carsten Wolf Dirk Meier Uwe Preißler | ploegenachtervolging (m)      | Zilver    | kwalificatie: 4de in 4.17,61 kwartfinale: W van Tsjecho-Slowakije: 4.14,45 halve finale: W van Australië: 4.20,65 finale: V van Sovjet-Unie: 4.14,09                                         |
|                                                                      |                               |           | |
| Christa Luding-Rothenburger                                          | sprint (v)                    | Goud      | kwalificatie: 3de in 11,692 1ste ronde: 1ste in 12,24 kwartfinale: W van AUS Speight: 2-0 halve finale: W van FRA Gautheron: 2-1 finale: V van URS Salumaë: 2-0                              |
| Weg                                                                  |                               |           | |
| Uwe Ampler                                                           | wegwedstrijd (m)              | 82e       | 4:32.56 |
| Olaf Ludwig                                                          | wegwedstrijd (m)              | Goud      | 4:32.22 |
| Uwe Raab                                                             | wegwedstrijd (m)              | 23e       | 4:32.56 |
| Jan Schur Uwe Ampler Mario Kummer Maik Landsmann                     | ploegentijdrit (m)            | 82e       | 1:57.47,4 |
|                                                                      |                               |           | |
| Angela Ranft                                                         | wegwedstrijd (v)              | 25e       | 2:00.25 |
| Petra Rossner                                                        | wegwedstrijd (v)              | DNF       | niet gefinisht |

### Worstelen
| Olympiër         | Discipline  | Resultaat   | Prestatie |
| Vrije stijl      | Vrije stijl | Vrije stijl | Vrije stijl |
| ---------------- | ----------- | ----------- | --- |
| Volker Anger     | -48kg (m)   | 7e          | groep A: 4de W van TPE Hour: 3-1 W van INA Gunawan: 3-1 V van URS Karamchakov: 0-3 V van FRG Heugabel: 0-3 7-8ste plek: W van IRI Zeinalnia: 4-0                                           |
| Karsten Polky    | -62kg (m)   | 9e          | groep B: 5de W van NZL Reinsfield: 3-0 W van GBR Tutt: 3-0 V van URS Sarkisjan: 0,5-3,5 W van SUI Küng: 3-1 V van IRI Fallah: 1-3                                                          |
| Uwe Westendorf   | -74kg (m)   | 8e          | groep A: 4de W van NGR Eguabor: 3-1 W van IND Kumar: 3-1 W van GUI Diallo: 4-0 V van IRI Vagozari: 1-3 V van URS Varayev: 1-3 7-8ste plek: V van KOR Yoon: 0-4                             |
| Hans Gstöttner   | -82kg (m)   | 8e          | groep B: 4de W van IRQ Abdul-Sattar: 4-0 W van HUN Dvorák: 3-0 V van URS Tambouvtsev: 1-3 W van TUR Gençalp: 3-1 V van USA Schultz: 0-4 7-8ste plek: V van JPN Ito: 1-3                    |
| Uwe Neupert      | -100kg (m)  | 4e          | groep A: 2de W van BRA Spiess: 4-0 W van JPN Honda: 4-0 W van TUR Sezgin: 3-1 W van KOR Joe: 4-0 W van MGL Kavkhlantögs: 4-0 V van URS Khabelov: 1-3 bronzen finale: V van USA Scherr: 0-4 |
| Andreas Schröder | -130kg (m)  | Brons       | groep A: 2de W van POL Sandurski: 4-0 V van USA Baumgartner: 1-3 W van KOR Ham: 4-0 W van CAN Payne: 3,5-0,5 bronzen finale: W van HUN Klauz: 3-0                                          |
| Grieks-Romeins   |             |             | |
| Maik Bullmann    | -82kg (m)   | 9e          | groep B: 5de W van JPN Mukai: 3-0 V van FIN Niemi: 1-3 W van KOR Kim: 3-1 V van URS Mamiasjvili: 0-3                                                                                       |
| Olaf Koschnitzke | -90kg (m)   | 7e          | groep B: 4de W van USA Foy: 4-0 W van KOR Um: 3-0 V van HUN Major: 1-3 V van URS Popov: 0-4 7-8ste plek: W van GRE Pikilidis: 4-0                                                          |

### Zeilen
| Olympiër                                 | Discipline      | Resultaat | Prestatie                        |
| ---------------------------------------- | --------------- | --------- | -------------------------------- |
| Jürgen Brietzke Ekkehard Schulz          | 470 (m)         | 11e       | 86,7 punten: (18-15-5-21-4-3-12) |
|                                          |                 |           |                                  |
| Susanne Theel Silke Preuss               | 470 (v)         | 7e        | 57,4 punten: (7-DSQ-13-8-1-3-3)  |
|                                          |                 |           |                                  |
| Ulf Lehmann Stefan Maedicke              | flying dutchman | 9e        | 83,7 punten: (17-8-15-10-5-11-3) |
| Jochen Schümann Thomas Flach Bernd Jäkel | soling          | Goud      | 11,7 punten: (1-3-2-6-1-1-2)     |

### Zwemmen
| Olympiër                                                                                    | Discipline            | Resultaat | Prestatie                                                  |
| ------------------------------------------------------------------------------------------- | --------------------- | --------- | ---------------------------------------------------------- |
| Sven Lodziewski                                                                             | 100m vrije slag (m)   | 12e       | serie 8: 5de in 50,77 finale B: 4de in 51,00               |
| Steffen Zesner                                                                              | 100m vrije slag (m)   | 17e       | serie 10: 3de in 50,73                                     |
| Thomas Flemming                                                                             | 200m vrije slag (m)   | 10e       | serie 8: 5de in 1.49,52 finale B: 2de in 1.50,18           |
| Steffen Zesner                                                                              | 200m vrije slag (m)   | 6e        | serie 7: 4de in 1.49,13 finale: 6de in 1.48,77             |
| Uwe Daßler                                                                                  | 400m vrije slag (m)   | Goud      | serie 7: 2de in 3.49,90 finale: 1ste in 3.46,95 (WR)       |
| Jörg Hoffmann                                                                               | 400m vrije slag (m)   | 9e        | serie 5: 5de in 3.53,78 finale: 1ste in 3.52,13            |
| Uwe Daßler                                                                                  | 1500m vrije slag (m)  | Brons     | serie 4: 2de in 15.08,91 finale: 3de in 15.06,15           |
| Jörg Hoffmann                                                                               | 1500m vrije slag (m)  | 9e        | serie 4: 4de in 15.14,13                                   |
| Frank Baltrusch                                                                             | 100m rugslag (m)      | 6e        | serie 6: 3de in 56,45 finale: 6de in 56,10                 |
| Dirk Richter                                                                                | 100m rugslag (m)      | 9e        | serie 5: 2de in 56,52 finale B: 1ste in 56,66              |
| Frank Baltrusch                                                                             | 200m rugslag (m)      | Zilver    | serie 5: 1ste in 2.01,49 finale: 2de in 1.59,60            |
| Dirk Richter                                                                                | 200m rugslag (m)      | 5e        | serie 4: 1ste in 2.01,54 finale: 5de in 2.01,67            |
| Raik Hannemann                                                                              | 100m schoolslag (m)   | 20e       | serie 7: 7de in 1.04,46                                    |
| Christian Poswiat                                                                           | 100m schoolslag (m)   | 8e        | serie 8: 4de in 1.02,99 finale: 8ste in 1.03,43            |
| Christian Poswiat                                                                           | 200m schoolslag (m)   | 27e       | serie 4: 4de in 2.20,99                                    |
| Raik Hannemann                                                                              | 200m wisselslag (m)   | Zilver    | serie 6: 1ste in 2.03,77 finale: 2de in 2.01,61            |
| Patrick Kühl                                                                                | 200m wisselslag (m)   | 7e        | serie 8: 3de in 2.04,03 finale: 7de in 2.04,82             |
| Patrick Kühl                                                                                | 400m wisselslag (m)   | 5e        | serie 3: 1ste in 4.18,60 finale: 5de in 4.18,44            |
| Dirk Richter Thomas Flemming Lars Hinneburg Steffen Zesner                                  | 4x100m vrije slag (m) | Brons     | serie 3: 3de in 3.20,47 finale: 3de in 3.19,82             |
| Uwe Daßler Sven Lodziewski Thomas Flemming Steffen Zesner Lars Hinneburg                    | 4x200m vrije slag (m) | Zilver    | serie 1: 1ste in 7.16,61 finale: 2de in 7.13,68 (NR)       |
|                                                                                             |                       |           |                                                            |
| Katrin Meißner                                                                              | 50m vrije slag (v)    | Brons     | serie 7: 2de in 25,77 finale: 3de in 25,71                 |
| Kristin Otto                                                                                | 50m vrije slag (v)    | Goud      | serie 6: 1ste in 25,85 finale: 1ste in 25,49 (OR)          |
| Kristin Otto                                                                                | 100m vrije slag (v)   | Goud      | serie 8: 2de in 55,80 finale: 1ste in 54,93                |
| Manuela Stellmach                                                                           | 100m vrije slag (v)   | 4e        | serie 7: 1ste in 56,84 finale: 4de in 55,52                |
| Heike Friedrich                                                                             | 200m vrije slag (v)   | Goud      | serie 6: 1ste in 1.59,02 finale: 1ste in 1.57,65 (OR)      |
| Manuela Stellmach                                                                           | 200m vrije slag (v)   | Brons     | serie 5: 2de in 2.00,30 finale: 3de in 1.59,01             |
| Heike Friedrich                                                                             | 400m vrije slag (v)   | Zilver    | serie 3: 1ste in 4.11,30 finale: 2de in 4.05,94            |
| Anke Möhring                                                                                | 400m vrije slag (v)   | Brons     | serie 2: 1ste in 4.10,64 finale: 3de in 4.06,62            |
| Anke Möhring                                                                                | 800m vrije slag (v)   | 4e        | serie 4: 2de in 8.30,95 finale: 4de in 8.23,09             |
| Astrid Strauss                                                                              | 800m vrije slag (v)   | Zilver    | serie 3: 1ste in 8.28,07 finale: 2de in 8.22,09            |
| Kristin Otto                                                                                | 100m rugslag (v)      | Goud      | serie 6: 1ste in 1.01,45 finale: 1ste in 1.00,89           |
| Cornelia Sirch                                                                              | 100m rugslag (v)      | Brons     | serie 5: 1ste in 1.01,63 finale: 3de in 1.01,57            |
| Cornelia Sirch                                                                              | 200m rugslag (v)      | Brons     | serie 5: 1ste in 2.09,29 (OR) finale: 3de in 2.11,45       |
| Kathrin Zimmermann                                                                          | 200m rugslag (v)      | Zilver    | serie 3: 1ste in 2.12,81 finale: 2de in 2.10,61            |
| Silke Hörner                                                                                | 100m schoolslag (v)   | Brons     | serie 6: 1ste in 1.08,35 (OR) finale: 3de in 1.08,83       |
| Annett Rex                                                                                  | 100m schoolslag (v)   | 8e        | serie 5: 2de in 1.10,61 finale: 8ste in 1.10,67            |
| Susanne Börnike                                                                             | 200m schoolslag (v)   | 9e        | serie 6: 3de in 2.30,71 finale B: 1ste in 2.28,55          |
| Silke Hörner                                                                                | 200m schoolslag (v)   | Goud      | serie 6: 1ste in 2.27,63 (OR) finale: 1ste in 2.26,71 (WR) |
| Kristin Otto                                                                                | 100m vlinderslag (v)  | Goud      | serie 5: 2de in 1.00,40 finale: 1ste in 59,00 (OR)         |
| Birte Weigang                                                                               | 100m vlinderslag (v)  | Zilver    | serie 4: 1ste in 59,97 finale: 2de in 59,45                |
| Kathleen Nord                                                                               | 200m vlinderslag (v)  | Goud      | serie 2: 1ste in 2.11,81 finale: 1ste in 2.09,51           |
| Birte Weigang                                                                               | 200m vlinderslag (v)  | Zilver    | serie 3: 1ste in 2.11,97 finale: 2de in 2.09,91            |
| Daniela Hunger                                                                              | 200m wisselslag (v)   | Goud      | serie 5: 1ste in 2.16,23 finale: 1ste in 2.12,59 (OR)      |
| Daniela Hunger                                                                              | 400m wisselslag (v)   | Brons     | serie 4: 2de in 4.44,85 finale: 3de in 4.39,76             |
| Kathleen Nord                                                                               | 400m wisselslag (v)   | 5e        | serie 3: 2de in 4.42,92 finale: 5de in 4.41,64             |
| Kristin Otto Katrin Meißner Daniela Hunger Manuela Stellmach Sabina Schulze Heike Friedrich | 4x100m vrije slag (v) | Goud      | serie 1: 1ste in 3.43,13 finale: 1ste in 3.40,63 (OR)      |
| Kristin Otto Silke Hörner Birte Weigang Katrin Meißner Cornelia Sirch Manuela Stellmach     | 4x100m wisselslag (v) | Goud      | serie 2: 1ste in 4.08,53 finale: 1ste in 4.03,74 (OR)      |

Afghanistan · Algerije · Amerikaanse Maagdeneilanden · Amerikaans-Samoa · Andorra · Angola · Antigua en Barbuda · Argentinië · Aruba · Australië · Bahama’s · Bahrein · Bangladesh · Barbados · België · Belize · Benin · Bermuda · Bhutan · Birma · Bolivia · Bondsrepubliek Duitsland · Botswana · Brazilië · Britse Maagdeneilanden · Brunei · Bulgarije · Burkina Faso · Canada · Centraal-Afrikaanse Republiek · Chili · China · Chinees Taipei · Colombia · Congo-Brazzaville · Cookeilanden · Costa Rica · Cyprus · Denemarken · Djibouti · Dominicaanse Republiek · Duitse Democratische Republiek · Ecuador · Egypte · El Salvador · Equatoriaal-Guinea · Fiji · Filipijnen · Finland · Frankrijk · Gabon · Gambia · Ghana · Grenada · Griekenland · Groot-Brittannië · Guam · Guatemala · Guinee · Guyana · Haïti · Honduras · Hongarije · Hongkong · Ierland · IJsland · India · Indonesië · Irak · Iran · Israël · Italië · Ivoorkust · Jamaica · Japan · Joegoslavië · Jordanië · Kaaimaneilanden · Kameroen · Kenia · Koeweit · Laos · Lesotho · Libanon · Liberia · Libië · Liechtenstein · Luxemburg · Malawi · Malediven · Maleisië · Mali · Malta · Marokko · Mauritanië · Mauritius · Mexico · Monaco · Mongolië · Mozambique · Nederland · Nederlandse Antillen · Nepal · Nieuw-Zeeland · Niger · Nigeria · Noord-Jemen · Noorwegen · Oeganda · Oman · Oostenrijk · Pakistan · Panama · Papoea-Nieuw-Guinea · Paraguay · Peru · Polen · Portugal · Puerto Rico · Qatar · Roemenië · Rwanda · Saint Vincent en de Grenadines · Salomonseilanden · Samoa · San Marino · Saoedi-Arabië · Senegal · Sierra Leone · Singapore · Soedan · Somalië · Sovjet-Unie · Spanje · Sri Lanka · Suriname · Swaziland · Syrië · Tanzania · Thailand · Togo · Tonga · Trinidad en Tobago · Tsjaad · Tsjecho-Slowakije · Tunesië · Turkije · Uruguay · Vanuatu · Venezuela · Verenigde Arabische Emiraten · Verenigde Staten · Vietnam · Zaïre · Zambia · Zimbabwe · Zuid-Jemen · Zuid-Korea · Zweden · Zwitserland